# Bronisław Kaper
Bronisław Kaper (Varsóvia, Polônia, 5 de fevereiro de 1902 – Beverly Hills, Califórnia, 26 de abril de 1983) foi um compositor polonês naturalizado norte-americano que marcou nos filmes e teatros na Alemanha, França e Estados Unidos. Compôs música para dezenas de filmes a partir do início dos anos 30 até o início dos anos 70. Considerado um dos mais importantes do universo das trilhas sonoras dos filmes norte-americano. Ele ganhou o Oscar de melhor trilha sonora para o musical Lili, em 1954, e foi nomeado duas vezes na mesma categoria em 1942 e 1963, no qual foi o vencedor de 1963.